# Anadasmus
Anadasmus is een geslacht van vlinders van de familie sikkelmotten (Oecophoridae), uit de onderfamilie Stenomatinae.

## Soorten
- A. gerda Busck, 1914
- A. pelodes Walsingham, 1913
- A. porinodes Meyrick, 1915
- A. soraria (Zeller, 1877)